# قرار مجلس الأمن التابع للأمم المتحدة رقم 1039
قرار مجلس الأمن التابع للأمم المتحدة رقم 1039، الصادر بالإجماع في 29 كانون الثاني / يناير 1996، بعد التذكير بالقرارات السابقة بشأن إسرائيل ولبنان بما في ذلك القرارات 501 (1982)، 508 (1982)، 509 (1982) و520 (1982)، وكذلك دراسة تقرير الأمين العام بطرس بطرس غالي حول قوة الأمم المتحدة المؤقتة في لبنان (اليونيفيل) المعتمدة في 426 (1978)، قرر المجلس تمديد ولاية اليونيفيل لستة أشهر أخرى حتى 31 تموز 1996.
ثم أعاد المجلس التأكيد على ولاية القوة وطلب من الأمين العام مواصلة المفاوضات مع الحكومة اللبنانية والأطراف المعنية الأخرى فيما يتعلق بتنفيذ القرارين 425 (1978) و426 (1978) وتقديم تقرير عن ذلك.
ورُحب بالتدابير المتعلقة بتبسيط قوة الأمم المتحدة المؤقتة في لبنان بحلول أيار / مايو 1996، بما في ذلك أحكام لتحقيق المزيد من الوفورات، ولكن مع ملاحظة أن القدرة التشغيلية للقوة لن تتأثر.

## روابط خارجية
- نص القرار في undocs.org